# أجيغونليه
أجيغونليه هي إحدى أحياء مدينة لاغوس النيجيريَّة، تُعرف اختصارًا بـ«مدينة إيه جاي» (بالإنجليزية: AJ City)‏ أو «إيه جاي = AJ»، وتقع في نطاق بلديَّة منطقة «أجرومي إفلُودان». التسمية يورُبيَّة، ومعناها «مكمن الكُنُوز».
يحُدُّها غربًا مينائيّ «أپَاپَة» و«تِنْكَان»، وهما من أكبر مرافئ نيجيريا، إذ تصب فيهما أكثر من سبعين بالمائة من واردات البلاد. يصل عدد سُكَّّان هذا الحي إلى قُرابة 550,000 نسمة، ينتمون لمُختلف الجماعات العرقيَّة النيجيريَّة.
حقَّق كثيرٌ من أهالي الحي شُهرةً دوليَّة أو إفريقيَّة، فمنهم لاعب ومُدرِّب كرة القدم سامسون سياسيا الذي درَّب المُنتخب النيجيري، وأوديون إيغالو لاعب مانشستر يونايتد، وتاريبو وست، والمُمثلة آدا آمي.